# فاشكيفتسي
فاشكيفتسي (Вашківці) هي مدينة في مقاطعة تشيرنيفيتسكا في أوكرانيا.
يبلغ عدد سكانها حوالي 5736 نسمة.